# Louis Pasteur

Enancjomorficzne kryształy L- i D-winianu amonowo-sodowego

Louis Pasteur (pol. Ludwik Pasteur; ur. 27 grudnia 1822 w Dole, zm. 28 września 1895 w Saint-Cloud) – francuski chemik i prekursor mikrobiologii. Laureat Medalu Copleya.

## Życiorys
Syn garbarza Jeana-Josepha Pasteura (1791–1865) i Jeanne-Étienne Roqui (1793–1848). Dzieciństwo spędził w Arbois przy granicy szwajcarskiej. Do liceum uczęszczał w Besançon. Studia przyrodnicze ukończył w École normale supérieure w Paryżu pod kierunkiem profesorów Dumasa i Balarda. W ramach stażu po zakończeniu nauki pracował jako nauczyciel fizyki w liceum w Dijon. W 1849 przeniósł się do Strasburga, gdzie otrzymał nominację na docenta. W tym samym roku poślubił Marie Laurent. Mieli pięcioro dzieci: Jeanne, Jeana Baptiste’a, Cécile, Marie-Louise i Camille. Troje z nich zmarło przedwcześnie (Jeanne, Camille i Cécile). W 1854 ze Strasburga przeprowadził się do Lille, gdzie rozpoczął pracę na nowo otwartym uniwersytecie. Rok 1857 przyniósł nominację na rektora uniwersytetu w Paryżu.
W 1857 ogłosił wyniki badań nad fermentacją i rozpadem gnilnym. Jego adwersarzem był Niemiec Justus von Liebig, promujący swoją tzw. chemiczną teorię fermentacji (zakładała możliwość rozkładu substancji biologicznej bez udziału drobnoustrojów). Wspomniane badania wiązały się z teorią samorództwa Félixa Poucheta z Rouen, którego ostatecznie pokonał. Badał zjawiska odporności poszczepiennej i opracował szczepionki, między innymi przeciwko wściekliźnie, wąglikowi i cholerze. Opracował metody hodowli bakterii i pierwszy zastosował podłoża płynne. Za swoje badania został odznaczony Krzyżem Wielkim Legii Honorowej. W latach 1891–1895 był członkiem honorowym Poznańskiego Towarzystwa Przyjaciół Nauk, a od 1883 członkiem zagranicznym Królewskiej Holenderskiej Akademii Sztuk i Nauk.
Louis Pasteur został pochowany w katedrze Notre-Dame w Paryżu. Obecnie szczątki Pasteura spoczywają w Instytucie Pasteura w Paryżu, w specjalnie na ten cel przygotowanej kaplicy.

## Praca naukowa
Pasteur stał się sławny dzięki odkryciu dwóch enancjomorficznych form krystalicznych kwasu winowego (1848) i pierwszy zaproponował hipotezę istnienia enancjomerów, czyli stereoizomerów, które mają się do siebie tak jak przedmiot i jego odbicie zwierciadlane, a jednocześnie są nienakładalne. Odkrycie to zainicjowało nowy dział chemii – stereochemię.
W okresie 1857–1868 poświęcił się badaniom procesów fermentacji. Wykazał, że wywołują go drobnoustroje. W wyniku tych badań opracował metodę konserwacji pożywienia poprzez obróbkę termiczną (proces też zwany jest od nazwiska uczonego pasteryzacją) oraz obalił teorię samorództwa drobnoustrojów.
Za najważniejsze osiągnięcie uznawane są jednak wyniki prac z zakresu bakteriologii i wirusologii, które uwieńczone zostały opracowaniem pierwszej szczepionki ochronnej dla ludzi (przeciw wściekliźnie). Badania nad nią prowadził w latach 1881–1885. Już w 1885 została ona z powodzeniem zastosowana u żywego człowieka.
Prace Pasteura stały się również wzorcowym przykładem łączenia badań podstawowych i stosowanych w chemii oraz w anatomii i w fizyce.

## Najważniejsze wydarzenia
- 1848 – ogłoszenie wyników badań nad optycznie czynnymi izomerami kwasu winowego.
- 20 kwietnia 1862 – przeprowadzenie pierwszego udanego testu pasteryzacji wspólnie z Claude’em Bernardem.
- 6 czerwca 1885 – pierwsze zastosowanie szczepionki przeciw wściekliźnie. Lek został podany 9-letniemu Josephowi Meisterowi pogryzionemu przez chorego na wściekliznę psa. Szczepionka uratowała życie chłopcu.
- 1895 – Louis Pasteur otrzymał medal Leeuwenhoeka, najwyższe odznaczenie dla mikrobiologów.

## Publikacje naukowe
Wybrane publikacje Pasteura:
- Recherches sur la putréfaction (1863)[9]
- Etudes sur le Vin, (1866)
- Etudes sur le Vinaigre (1868)
- Etudes sur la Maladie des Vers à Soie (2 tomy, 1870)
- Quelques Réflexions sur la Science en France (1871)
- Etudes sur la Bière (1876)
- Les Microbes organisés, leur rôle dans la Fermentation, la Putréfaction et la Contagion' (1878)
- Discours de Réception de M.L. Pasteur à l’Académie Française (1882)
- Traitement de la Rage (1886)

## Filatelistyka
Poczta Polska wyemitowała 7 marca 2022 r. znaczek pocztowy przedstawiający Louisa Pasteura, o nominale 30 gr. Znaczek wydrukowany został w nakładzie wielomilionowym, w technice rotograwiury, na papierze fluorescencyjnym. Autorem projektu znaczka był Jan Konarzewski.